# Đãng khấu chí
Đãng khấu chí (Chữ Hán: 蕩寇志), còn được gọi là Kết Thủy tử toàn truyện hay Kết Thủy hử truyện, là một tiểu thuyết lịch sử Trung Quốc được Du Vạn Xuân viết vào khoảng thời gian từ năm 1826 đến năm 1847 (niên hiệu Đạo Quang). Đãng khấu chí được sáng tác như một bộ "tục thư" dài 70 hồi, viết tiếp nối phiên bản Thủy hử được Kim Thánh Thán cắt bỏ 30 hồi cuối và thay thế bằng "giấc mộng kinh hoàng" của Lư Tuấn Nghĩa.

## Bối cảnh
Du Vạn Xuân (兪萬春) sinh ra vào cuối thời nhà Thanh, khởi nghĩa nông dân nổ ra khắp nơi (mà sau này tiêu biểu nhất là phong trào Thái Bình Thiên Quốc). Xã hội Trung Quốc bị xáo trộn, các loại sơn tặc, cường đạo mọc lên khắp nơi. Du Vạn Xuân từ nhỏ theo bố tòng quân, đánh dẹp dân biến, do đó hình thành nên quan điểm "ký thị trung nghĩa, tất bất tố cường đạo; ký thị cường đạo, tất bất toán trung nghĩa" (đã là trung nghĩa, ắt không làm cường đạo; đã là cường đạo, ắt không mưu trung nghĩa).
Từ quan điểm trên, Du Vạn Xuân cho rằng truyện Thủy hử của Thi Nại Am và La Quán Trung truyền lưu trong dân gian là ca ngợi cường đạo tạo phản, hình tượng Tống Giang là "tâm là giặc cướp, miệng nói trung nghĩa; giết người đốt lửa kêu trung nghĩa, đập nhà phá quán cũng kêu trung nghĩa, giết quan chống lại, công thành chiếm ấp cũng kêu trung nghĩa".
Thời đó, Thủy hử với hình tượng 108 anh hùng hảo hán Lương Sơn Bạc đã phổ biến trong dân gian, nên Du Vạn Xuân quyết định viết "tục thư" xây dựng lại hình tượng của nghĩa quân Tống Giang trở thành "phản phái" (nhân vật phản diện). Du Vạn Xuân dựa theo chính sử ghi chép việc nghĩa quân Tống Giang bị Trương Thúc Dạ tiêu diệt, dành 22 năm viết nên Đãng khấu chí nói về việc Lương Sơn Bạc bị triều đình đánh dẹp, xây dựng nên hình tượng Lôi Tướng, Tán Tiên tiêu diệt Thiên Cương, Địa Sát.

## Nội dung
Cường đạo Lương Sơn Bạc do Tống Công Minh đứng đầu sau khi phân chia ngôi thứ, chia quân thu phục cường đạo xung quanh, công chiếm các thành trì lân cận, thanh thế rất lớn. Tại Biện Kinh, Giáo đầu 80 vạn Cấm quân là Trần Hy Chân cùng con gái là Trần Lệ Khanh bị Cao Cầu cùng Cao Nha Nội hãm hại, phải rời khỏi kinh thành. Cha con Trần Hy Chân thống vì thù riêng (em trai Trần Hy Chân từng tỷ thí với Lâm Xung rồi ốm chết), chỉ trích Lương Sơn là lũ "đả gia kiếp xá, sát nhân như ma", cự tuyệt nhập bọn, lưu lạc đến Phong Vân trang.
Tại Phong Vân Trang, Trần Hy Chân gặp gỡ cha con Vân Uy và Vân Thiên Bưu. Vân Thiên Bưu làm quan cho triều đình, đánh bại quân Lương Sơn cướp bóc, đả bại Hô Diên Chước. Sau đó do Lương Sơn cấu kết với bè lũ gian thần Thái Kinh, Đồng Quán nên Vân Uy buộc phải lui quân. Trần Hy Chân thấy triều đình bị gian thần cũng giặc cướp khống chế, bèn cướp trại Viên Tý làm căn cứ, phát triển lớn mạnh. Trại Viên Tý nhận được chiêu an, theo Vân Thiên Bưu chiêu binh mãi mã, thu thập các tướng tài bị gian thần hãm hại.
Tống Huy Tông được trung thần giúp đỡ, hành quyết Thái Kinh, trấn áp Cao Cầu, cử đại tướng Trương Thúc Dạ đi bình định Phương Lạp, sau đó thảo phạt Lương Sơn. Được sự giúp đỡ của bố con Trần Hy Chân, Vân Thiên Bưu, cha con Lưu Nghiễm, Vương Tiến, Văn Đạt,... hợp lại xưng "Lôi Bộ 36 tướng", Trương Thúc Dạ tiêu diệt được Lương Sơn, bắt Tống Giang, Lư Tuấn Nghĩa, Ngô Dụng, Công Tôn Thắng,... về kinh xử trảm, trừ kiếp nạn "Thiên Cương", "Địa Sát".

## Nhân vật
Lôi Tổ Tọa Hạ:
| - 1. Trương Thúc Dạ (張叔夜) | - 2. Trương Bá Phấn (張伯奮) | - 3. Trương Trọng Hùng (張仲熊) |

Lôi Bộ tam thập lục tướng:
| - 1. Vân Thiên Bưu (雲天彪) - 4. Tân Tùng Trung (辛從忠) - 7. Bàng Nghị (龐毅) - 10. Tất Ứng Nguyên (畢應元) - 13. Vân Long (雲龍) - 16. Phó Ngọc (傅玉) - 19. Cáp Lan Sinh (哈蘭生) - 22. Chân Tường Lân (真祥麟) - 25. Phạm Thành Long (范成龍) - 28. Lưu Lân (劉麟) - 31. Lý Tông Thang (李宗湯) - 34. Loan Đình Phương (欒廷芳) | - 2. Trần Hy Chân (陳希真) - 5. Trương Ứng Lôi (張應雷) - 8. Lưu Quảng (劉広) - 11. Chúc Vĩnh Thanh (祝永清) - 14. Lưu Huệ Nương (劉慧娘) - 17. Cái Thiên Tích (蓋天錫) - 20. Lưu Kỳ (劉麒) - 23. Loan Đình Ngọc (欒廷玉) - 26. Dương Đằng Giao (楊騰蛟) - 29. Âu Dương Thọ Thông (歐陽壽通) - 32. Đường Mãnh (唐猛) - 35. Vương Tiến (王進) | - 3. Đặng Tông Bật (鄧宗弼) - 6. Đào Chấn Đình (陶震霆) - 9. Cẩu Hoàn (苟桓) - 12. Trần Lệ Khanh (陳麗卿) - 15. Phong Hội (風會) - 18. Kim Thành Anh (金成英) - 21. Khổng Hậu (孔厚) - 24. Khang Tiệp (康捷) - 27. Chúc Vạn Niên (祝萬年) - 30. Vi Dương Ẩn (韋揚隱) - 33. Văn Đạt (聞達) - 36. Hạ Thái Bình (賀太平) |

Nhất thập bát vị Tán tiên:
| - 1. Trần Niệm Nghĩa (陳念義) - 4. Triệu Hãn (召忻) - 7. Nhan Thụ Đức (顔樹德) - 10. Từ Thanh Nương (徐青娘) - 13. Vương Thiên Bá (王天覇) - 16. Lương Hoành (梁横) | - 2. Từ Hòa (徐和) - 5. Lưu Vĩnh Tích (劉永錫) - 8. Trương Minh Kha (張鳴珂) - 11. Lý Thành (李成) - 14. Giả Phu Nhân (賈夫人) - 17. Ngụy Phụ Lương (魏輔梁) | - 3. Từ Hòe (徐槐) - 6. Nhâm Sâm (任森) - 9. Uông Cung Nhân (汪恭人) - 12. Cẩu Anh (苟英) - 15. Lỗ Thiệu Hòa (魯紹和) - 18. Chân Đại Nghĩa (真大義) |

## Ảnh hưởng
Sau khi Du Vạn Xuân chết hai năm (1851), miền nam Trung Quốc nổ ra phong trào Thái Bình Thiên Quốc. Năm 1860, Trung vương Lý Tú Thành chiếm Tô Châu, ra lệnh đem thiêu hủy Đãng khấu chí. Đến năm 1871, sau khi Thái Bình Thiên Quốc bị đàn áp thì sách mới được in lại.
Lỗ Tấn thời trẻ từng đọc Đãng khấu chí và có so sánh Đãng khấu chí với Thủy hử: dựng lên ý đối lập, khiến cho thủ lĩnh Lương Sơn không chết thì bị tru.
Cộng hòa nhân dân Trung Hoa khi mới thành lập, đem Đãng khấu chí thành cấm thư, với lý do miệt thị khởi nghĩa nông dân, lập trường phản động. Gần đây lệnh cấm đã được dỡ bỏ.

## Tại Việt Nam
Tại Việt Nam, Đãng khấu chí được Á Nam Trần Tuấn Khải dịch và Nhà in Thanh Niên xuất bản lần đầu năm 1925 ở Hà Nội. Tiếp theo có bản dịch của Nguyễn Khắc Hanh, nhà in Chân Phương ấn hành năm 1935.
Đến năm 1957, Tín Đức Thư Xã phát hành bản dịch của Võ Minh Trí, in cùng với 70 hồi Thủy hử (bản Kim Thánh Thán). Bản in gồm 8 quyển (120 tập) với tiêu đề chung là Thủy hử (Sự tích Tống Giang), trong đó nội dung của Đãng khấu chí nằm từ quyển 4 (Tập 50) đến quyển 8 (Tập 120). Năm 1999, Nhà xuất bản Đã Nẵng cho xuất bản Đãng khấu chí với bản dịch của Ông Văn Tùng, chia làm 4 tập.
Một số nhà nghiên cứu cho rằng vở tuồng Đãng khấu của Đào Tấn lấy ý tưởng từ Đãng khấu chí của Du Vạn Xuân. Đãng khấu được viết cùng thời gian với Bình địch và Tam bảo thái giám thủ bửu. Huỳnh Văn Mỹ cho rằng ba vở kịch này: "thể hiện mong muốn của nhà vua là dẹp được quân Pháp (Bình địch), trừ xong đám giặc khách cùng các cuộc dấy loạn của nông dân (Đảng khấu) và mở được mối giao hảo với bên ngoài để có thế lực đối địch với người Pháp mà vẫn giữ được khí chất của riêng nước mình (Thủ bửu)". Ý kiến khác cho rằng Đào Tấn "nhất định không thể dễ dàng cầm bút viết tuồng thóa mạ phong trào khởi nghĩa của nhân dân chống Pháp, chống bọn quan tham lại nhũng lúc bấy giờ" và cho rằng "viết Đãng khấu, Đào Tấn đã phản ánh đúng hiện thực lịch sử thời đại ông, qua đó ông muốn bày tỏ thái độ ủng hộ triều đình Huế trong việc cố gắng đánh dẹp giặc cướp giữ yên dân và giữ yên bờ cõi".